# Чагадюз
Чагадюз (азерб. Çağadüz), до 1992 года — Саркисашен (азерб. Sərkisaşen), ранее — Джагадуз (рус. дореф. Джагадузъ) — село в административно-территориальном округе села Тагаверд Ходжавендского района Азербайджана.

## Этимология
С армянского название Саркисашен или Саргсашен (арм. Սարգսաշեն) переводится как «село Саргиса». Название села могло записываться в документах и произноситься как Саргисашен, Саркисашен, Саркис кенди (азерб. Sərkis kəndi), Чагадуз, Чайкадуз.
Решением Милли Меджлиса Азербайджанской Республики от 29 декабря 1992 года № 428 село Саркисашен Ходжавендского района было названо селом Чагадюз. Согласно Энциклопедическому словарю топонимов Азербайджана, село получило своё название от одноимённой равнины в этой местности, и это название образовано от слов «джага/чага» (азерб. cağa/çağa) — что означает «малый» и «дюз» (азерб. düz) — что означает «отрицательная форма рельефа», и таким образом это название означает «малая равнина».

## География
Сёла Тагаверд, Чагадюз и Зарданашен входят в состав Тагавердского сельского административно-территориального округа Ходжавендского района, при этом село Тагаверд является центром этого сельского административно-территориального округа. Село расположено в предгорьях, находится в 50 км от районного центра — города Ходжавенд и в 35 км от города Ханкенди. Село является селом среднего размера, имеет площадь 977 га, из них 271 га составляют лесные земли. Приток реки Варанда протекает через пограничную зону села.
Село расположено близко к дороге Физули — Гырмызы-Базар — Ханкенди.

## История
До вхождения в состав Российской империи село Чагадюз входило в состав Варандинского магала Карабахского ханства.
Епископ Армянской Апостольской церкви Макар Бархударянц пишет об этом селе:
— «Жители коренные, дымов 90, душ — 579. Церковь Св. Богородицы».
В советский период на 1977 год это село называлось Саркисашен и являлось центром Саркисашенского сельсовета Мартунинского района Нагорно-Карабахской автономной области (НКАО) Азербайджанской ССР, при этом в состав этого сельсовета входили также сёла Зарданашен и Тагаверд.
2 сентября 1991 года на совместной сессии Нагорно-Карабахского областного и Шаумяновского районного Советов народных депутатов была принята Декларация о провозглашении Нагорно-Карабахской Республики в границах Нагорно-Карабахской автономной области (НКАО) и сопредельного Шаумяновского района Азербайджанской ССР.
26 ноября 1991 года Верховный Совет Азербайджанский Республики принял Закон "Об упразднении Нагорно-Карабахской автономной области Азербайджанской Республики". В этом Законе помимо упразднения Нагорно-Карабахской Автономной Области (НКАО), было также постановлено и переименование Мартунинского района в Ходжаведский. Затем, Решением Милли Меджлиса Азербайджанской Республики от 29 декабря 1992 года № 428 село Саркисашен Ходжавендского района было названо селом Чагадюз. В настоящее время это село Чагадюз и вместе с сёлами Тагаверд и Зарданашен входит в состав Тагавердского сельского административно-территориального округа Ходжавендского района Азербайджана, при этом село Тагаверд является центром этого сельского административно-территориального округа.
В результате Карабахского конфликта, село в начале 1990-х годов попало под контроль непризнанной Нагорно-Карабахской Республики (НКР). Согласно административно-территориальному делению непризнанной республики, контролировавшей село с начала 1990-х годов до осени 2020 года, село называлось Саргсашен (арм. Սարգսաշեն) и находилось в составе Мартунинского района непризнанной НКР.
Согласно Трёхстороннему Заявлению в ночь с 9 по 10 ноября 2020 года, подписанному по итогам Второй карабахской войны, село перешло под контроль Российских миротворческих сил.
В результате боевых действий в сентябре 2023 года Азербайджан восстановил свой контроль над селом.

## Памятники истории и культуры
Объекты исторического наследия в селе и его окрестностях включают крепость-поселение Чагадуз III в. до н. э., хачкары XI—XII вв., водяную мельницу XIX в. и кладбище IX—XIX вв.

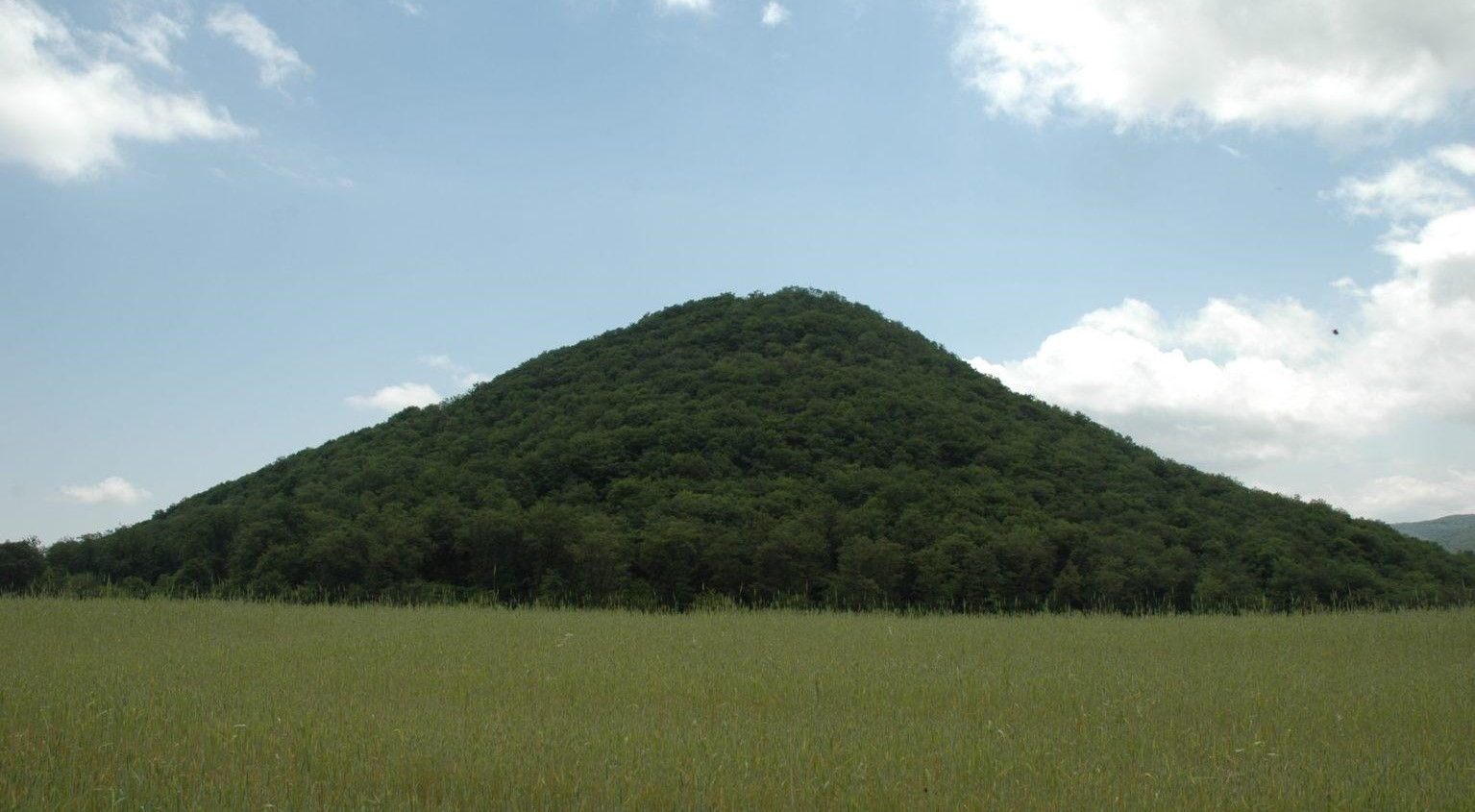
Общий вид пустыни Гевондац, фото Г. Петросян

По состоянию на 2015 год в селе действовала считавшаяся властями непризнанной НКР сельская администрация, дом культуры, медицинский пункт, общеобразовательная школа, в которой обучалось 55 учащихся.

### Пустынь Гевондац

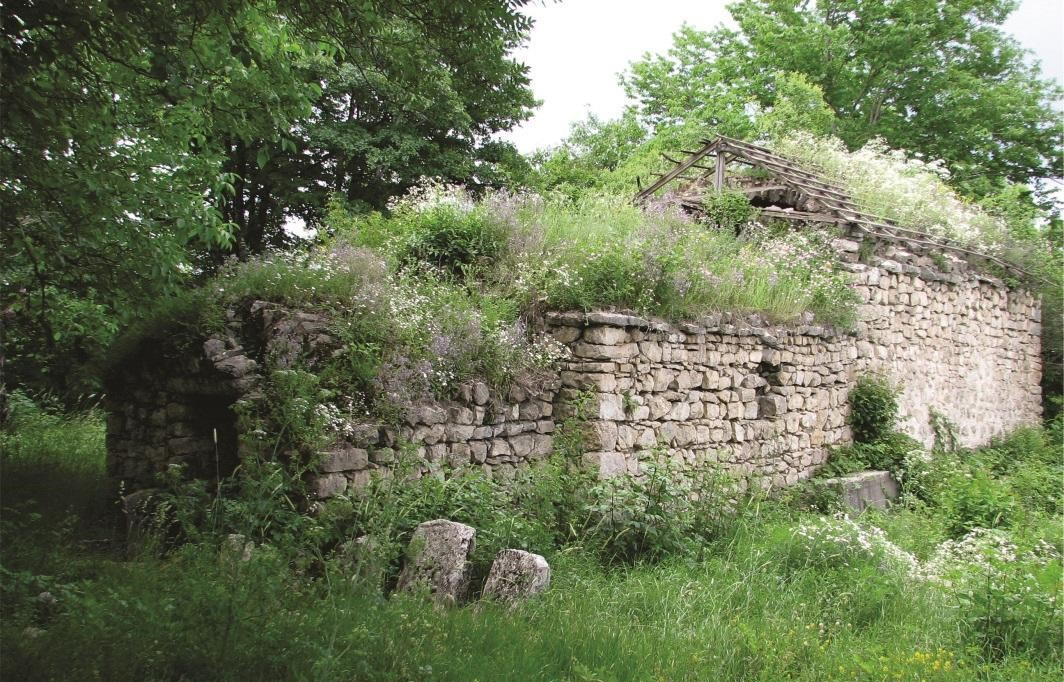
Общий вид комплекса с юго-запада, фото ФИАА

Пустынь Гевондац или Гевондик (на местном диалекте также Гондик) находится в Ходжавендском районе, на вершине горы, между сёлами Чагадюз, Мюшкапат, Зарданашен Ходжавендского района, Гарабулаг и Чанагчы Ходжалинского района. Это комплекс, огороженный стеной, в состав которого входят церковь, притвор, колокольня, гостевой дом, кельи и колодец. По обеим сторонам от входа в колокольню установлены два хачкара XII—XIII вв. с надписями, на одной из которых упоминается «651-й (1202-ый) год». На территории монастырского комплекса имеются десятки надгробий. Композиция и убранство сохранившихся частей позволяют датировать сами церковные постройки XIII веком. Впоследствии они были несколько раз разрушены и реконструированы. Надписи, сохранившиеся на стенах церкви относятся к XVII—XVIII вв.

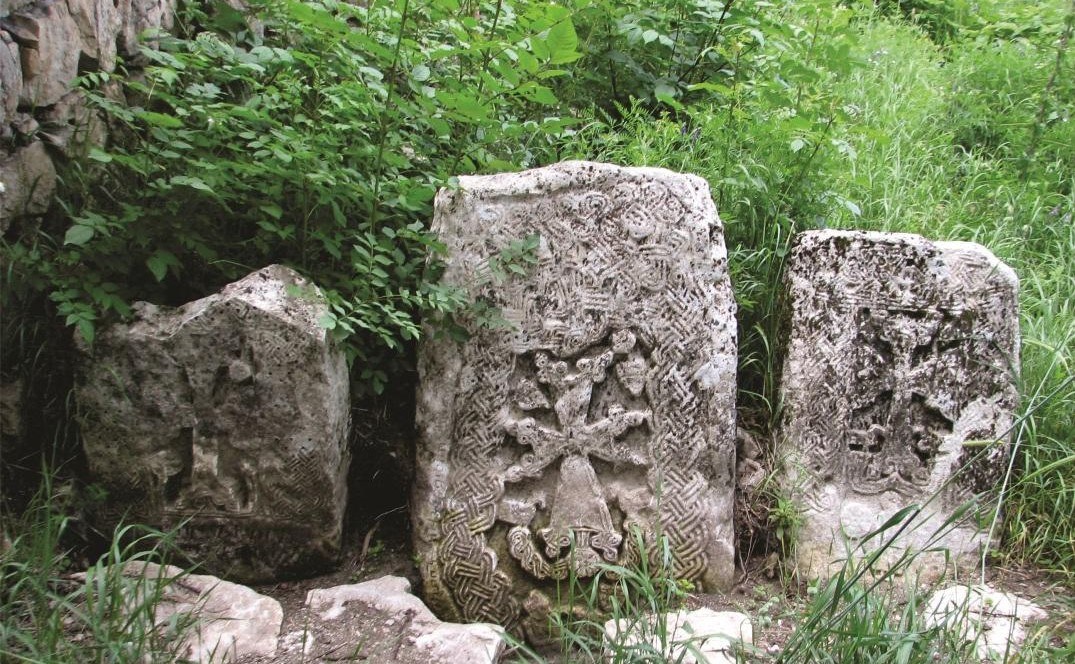
Хачкары, находящиеся в южной части колокольни, фото ФИАА

Исторические источники передают довольно скудную информацию об этом комплексе. Ерванд Лалаян приводит следующее предание, услышанное и записанное Саргисом Джалалянцем:
— «Родственники иерея святого Гевонда, обойдя Варанду, разыскали его мощи, переместили сюда и построили церковь».
В северной части двери имеется надпись: — «В год 1225-й (1775 г.), сей притвор (построен) в память о вардапетах Закарии, Овсепе и Мелконе».
На восточном фасаде, на большой каменной плите имеется следующая надпись:
— «В память об усопшем Георг-беке Арстамяне Мелик-Овсепяне двухэтажное строение, от дочери его Кетеван Жамгарян, в год 1896-й»
О состоянии памятника после войны информация отсутствует.

## Население
По состоянию на 1989 год большинство население составляли армяне. В 2015 году население села составляло 285 человек, 65 дворов.
| Год       | 2008 | 2009 | 2010 | 2015 |
| --------- | ---- | ---- | ---- | ---- |
| Население | 257  | 259  | 256  | 285  |

## Известные люди
Агамалян Артем Погосович (1882 года с. Чайкадуз Шушинского уезда Елизаветпольской губернии — 1963) — в 1918 г. участвовал в революционных действиях по установлению и утверждению Советской власти в Азербайджане, а в 1920-м — в Армении. С 1926 по 1937 годы занимал ряд постов: член Центрального Комитета Коммунистической Партии Армении (1926—1928), член ЗакЦИК (1928—1932), член ЦИК Армении (1927—1937).